# UKプロジェクト
株式会社ユーケープロジェクト（UK.PROJECT INC.）は、日本のレコード会社、および芸能事務所、音楽出版社。
傘下に多数のインディーズレーベルが存在する。

## 沿革
- 1987年9月、知られざるもの（Unknown）を見つけることをテーマに「UK.PROJECT」発足
- 1989年4月、初の作品を発売
- 1990年9月、下北沢に移転
- 1991年12月、「株式会社ユーケープロジェクト」設立
- 1994年、東芝EMIと契約
- 1994年10月、ライブハウス「下北沢CLUB Que」設立
- 1997年、東芝EMIと契約解消
- 1997年4月、CDショップ「ハイラインレコーズ」オープン（当初はスペースシャワーネットワークの子会社）
- 1999年11月、移転
- 2000年、子会社「株式会社ライトエージェント」設立
- 2002年、子会社「株式会社ハイライン」（ハイラインレコーズの運営を継承）設立
- 2003年7月、「株式会社ジダイ」設立
- 2005年3月、ライブハウス「Zher the ZOO YOYOGI」設立
- 2006年9月、「風知空知」開店
- 2008年7月、CDショップ「ハイラインレコーズ」閉店
- 2008年9月、株式会社ジダイを「株式会社ユーケーピーエム」に改称

## 主な傘下レーベルの所属・元所属アーティスト

### Aaron field（1997年9月 - ）
- BENTROOT (1998年〜1999年)
- Caravan (2003年〜2005年)→rhythm zone→Slow Flow Music
- Crunched Grind (1997年〜1999年)
- enamel the evening calls (2003年)
- F.size.free (2004年)
- FLIP-FLAP (2001年〜2002年)
- FULLSCRATCH (1998年〜2002年)→Flying High→cutting edge→PIZZA OF DEATH RECORDS/TIGHT RECORDS
- LIONOTE. (2004年〜2009年)
- mammy Sino (2007年〜2008年)
- MIX PANTHER (2003年〜2004年)
- ORGEL (2004年〜2007年)
- S★CREATERS (1999年〜2002年)
- SOBUT (1996年〜)
- Spinna B-ILL (2002年〜2009年)
  - Spinna B-ill & The Cavemans (2002年〜2005年)2005年解散
  - Spinna B-ill meets Kenji Jammer (2009年)
- WRONG SCALE (2000年〜2003年)→K-plan→asian gothic→2009年2月2日解散
- 薫 (くゆら) (2009年〜2010年)
- 福廊 (2010年)
- 若林ケン (2009年〜2010年)

### ATSUGUA RECORDS（2003年 - ）
- COIL (2009年)→Imperial Records→rhythm zone→sandwich/Atsugua
  - 岡本定義 (2010年)
- Dr.StrangeLove (2004年)Superfood Records→ポニーキャニオン→ATSUGUA RECORDS
- FAITH (2017年)→BORDER-LESS RECORDS→バップ→2021年解散
- Jeff Peterson (2011年〜2013年)
- MAGUMI AND THE BREATHLESS (2014年)
- mi-gu (2003年〜2006年)
- アナム&マキ (2005年)Wea→HOLE & ROLL→ATSUGUA RECORDS→ユニバーサルミュージック→RESERVOTION RECORDS→NBCユニバーサル・エンターテイメントジャパン→2008年12月31日活動休止
- 越野竜太 (2012年)
- 長澤知之 (2005年〜2017年)→Au(g)tunes
- 元ちとせ (2010年)→エピックレコードジャパン→アリオラジャパン→ユニバーサルミュージック
- 松室政哉 (2016年)→ユニバーサルミュージック
- 野狐禅 (2009年)→SPEEDSTAR RECORDS→2009年解散
- らぞく (2009年〜)

### Beat Surfers（2008年 - ）
- BITE THE LUNG (2008年)→CITRON RECORDINGS
- COTO (2017年〜)
- GalapagosS (2016年)
- HONDALADY (2015年)2018年12月8日活動休止
- NESS (2015年)
- Proxyon (2016年)
- 内田雄一郎 (2017年〜)
- 小林写楽 (2016年〜)
- 中野テルヲ (2016年〜)

### BLUE BALLS RECORDS（2004年 - ）
- BLOODEST SAXOPHONE (2004年〜)

### climb records（2016年 - ）
- OJI (2016年〜)

### DAIZAWA RECORDS（2001年 - ）
- 該当項目参照

### DECKRECレーベル（1999年2月 - ）
- Gasoline (2003年)
- Count Phantom (2016年)
- KING BROTHERS (2000年)
- IGUWANNAS (2002年〜2009年)
- POLYSICS (1999年〜2000年)→キューンレコード
- Scoobie Do (1999年〜2001年)→SPEEDSTAR RECORDS→自主レーベルCHAMP RECORDS
- Switch Trout (2000年)
- THE BUNNIES (2002年)
- THE LET'S GO's (2016年)→Sazanami Label
- THE OUTS (2004年)
- THE MIGHTY MOGULS(ザマイティムガルズ) (2001年)
- THE MINNESOTA VOODOO MEN (2001年)
- THE NEATBEATS (2000年〜2001年)
- THE STRIKES (2007年)
- The 5.6.7.8's (2002年)
- WATUSI ZOMBIE (2013年)
- Yaung Skins (2002年)
- 我妻三輪子 (2015年)
- インパスターズ (2002年)
- うみのて (2012年〜2015年)2015年12月24日活動完結
- 倉内太 (2012年〜2014年)
- 黒猫チェルシー (2009年)→Sony Music Associated Records→Sony Music Records→2018年9月30日活動休止
- 毛皮のマリーズ (2006年〜2008年)→JESUS RECORDS→日本コロムビア→2011年12月31日解散
- 静岡ロックンロール組合 (2008年)
- 住所不定無職 (2011年〜2013年)
  - Magic, Drums & Love (2015年〜)
- ショボーレスリー (2000年)
- ザ・スピンドルス (2001年〜2003年)
- ドメニコドモランテ (2000年〜2001年)
- ハウリンハチマ (2001年)
- ミステルズ (2006年)
- 夜のストレンジャーズ (2003年〜2007年)

### FAMIRES RECORDS（2001年 - ）
- TOMOVSKY (2001年〜)自主レーベル

### RX-RECORDS（2005年 - ）
- 該当項目参照

### TV-FREAK RECORDS（1997年7月 - ）
- CLEAR (2003年)
- Coquettish (2015年)
- CRUTCH (2000年)
- G.D.FLICKERS (2004年)
- GELUGUGU (1998年)→Sony Records→キティMME→cutting edge→ネオプレックス→THREECODE MUSIC
- GREST (2000年)
- J Navarro & The Traitors (2017年〜)
- Lonesome Dove Woodrows (2011年)
- MU330(エムユースリーサーティー) (2001年)
- RED CLAW SCORPIONS (2013年)
- REDEMPTION97(リデンプションナインティセブン) (2009年)
- RU-SKULLS ルスカルズ (1988年)
- STEREO ZOMBIES (2001年)
- Storm (2000年〜2003年)
- the arounds (2012年)
- THE AUTOCRATICS (2010年〜2012年)
- THE CIRCULATORS (2003年〜2006年)
- The Peacocks (2000年〜2004年)
- POTSHOT (1997年,2000年〜2005年,2015年〜)
  - POTSHOT 1997 (2012年)
- ROCKET K (2002年)→KOGA RECORDS
- RYOJI & THE LAST CHORDS (2006年〜)
  - レーベルオーナー
- SKA FREAKS (2010年〜)
- SKA PUNK ZOMBIES (2014年〜)
- TV-ADDICTIONS (2011年〜2012年)
- U CAN'T SAY NO! (2000年)
- WiTH MY FOOT (1998年)
- XARTS (1998年)
- YOUNG PUNCH (1997年〜1998年)2002年解散
- うつみようこ (2001年〜2002年)
- ニューロティカ (2000年〜2002年,2006年)→BUG ROCK RECORDS→NR RECORDS

### UK.PROJECT inc.
- 54 NUDE HONEYS (1998年〜2003年)2007年解散
- BEYONDS (2006年〜2007年)
- BLOODEST SAXOPHONE (2003年)→BLUE BALLS RECORDS
- BORIS (2002年)
- BURGER NUDS (2017年〜)再結成
- DAD MOM GOD (2013年)SEXY STONES RECORDS→アリオラジャパン→UK.PROJECT inc.
- DATS (2015年)→RALLYE→SME Records
- FOE (2000年)
- HATE HONEY (1998年)2006年3月25日解散
- herpiano (2012年)
- JUSTY-NASTY (1993年)ベストアルバム・トリビュートアルバムのみ
- KETTLES (2011年〜2013年)
- KING BROTHERS (2004年)
- KNOWZ DADA ROAR (2007年)
- LASTORDERZ (2011年)
- MARBLE DIAMOND (2000年〜2002年)
- MODERN DOLLZ (2002年)
- MO'SOME TONEBENDER (2000年,2015年)
  - 百々和宏 (2016年)
- odol (2015年〜)
- OGRE YOU ASSHOLE（OYAとの共同制作） (2007年〜2008年)→バップ→P-VINE
- SEAGULL SCREAMING KISS HER KISS HER (2015年)再結成
- SPARKY (2002年)
- stylus (2004年)
- The dadadadys (2017年〜)
- the equal lights (2016年〜)
- THE ROMANTIC SIX (2012年)
- THE SAX NIGHT (2008年〜2010年)
- the shes gone (2018年〜)
- THE★米騒動 (2011年〜2014年)2014年5月14日無期限活動休止
- thee michelle gun elephant (1993年)→日本コロムビア→ユニバーサルミュージック→2003年10月11日解散
- Tommy & The Bonjaskys (2008年)
- UNISON SQUARE GARDEN (2008年)→トイズファクトリー
- アポジーズ (1999年)
- 有山じゅんじ (1990年)
- エコエコサイクルズ (1990年)
- おとぎ話 (2007年〜2010年,2012年)UK.PROJECT inc.→ROSE RECORDS→UK.PROJECT inc.→felicity
- 勝手にしやがれ (2001年〜2003年,2012年〜)GRANDE PAPA→エピックレコードジャパン→tearbridge records→UK.PROJECT inc.
  - 武藤昭平 with ウエノコウジ (2011年〜)
- KFK（旧名：カフカ） (2015年)→DAIZAWA RECORDS
- 餃子大王 (1990年〜1993年,2002年)
- ショコラータ (1997年)
- スメルマン (2010年)
- ゾンビちゃん (2013年)
- つばき (2012年〜)
  - つばきフレンズ (2012年,2017年〜)
  - 一色徳保 (2015年)2017年5月9日脳腫瘍のため逝去
- 渡辺大知・峯田和伸・岸田繁 (2009年)映画『色即ぜねれいしょん』主題歌
- ワタナベイビー (2005年)

### 初恋妄℃学園（2002年12月 - ）
- 銀杏BOYZ (2005年〜)
  - 敏感少年隊 (2006年)
  - 銀杏BOYZと壊れたバイブレーターズ (2010年)
- GOING STEADY (2002年〜2003年)2003年1月15日解散
- 水中、それは苦しい (2006年)

### W's Project（2021年 - ）
- WurtS (2021年〜)

## 過去に存在したレーベル

### 123RECORDS（1996年 - 2008年）
- ART-SCHOOL(2001年〜2002年)→東芝EMI→VeryApe Records→ポニーキャニオン→キューンレコード→Warszawa-Label
- euphoria(2003年〜2008年)
- PHUKET FINE(2000年)
- organic stereo(2008年)
- 福田美香(1996年〜1997年)

### BENTEN LABEL（1997年 - 2011年）
- AMPPEZ(2006年)
- BLEACH (2000年)→EMIミュージック・ジャパン→ハイ・ウェーブ→2009年6月10日解散
- DROOP(1997年)
- noodles(1998年)→DELICIOUS LABEL
- Petty Booka(2008年)
- ソープランド揉美山(2003年)
- ロリータ18号(1997年〜2011年)

### berry records（1997年 - 2011年）
- CECIL(2000年〜2004年)→2006年実質的活動休止。
- GUITAR VADER(2000年〜2001年)
- HARCO(1997年)
- west clox(2007年)
- アラカキヒロコ(2011年)

### Blowout Records（2002年 - 2014年）
- THE THRILL(2002年〜2014年)

### DECCAPYES（2015年）
- The HIGH(2015年)

### EINSTEIN RECORDS（1999年 - 2009年）
- AMATERAS(2006年)
- Disco Volante(2007年)
- Lump(2005年)
- New Westminster(2001年)
- PAIFUKU(2005年)
- SARCASTIC+ZOOKEEPER(2005年〜2006年)
- SALT30(2004年)
- SOFTBALL(1999年〜2001年)→cutting edge→2003年4月2日解散。
- Unfinal(2001年〜2002年)
- 秋茜 -AKIAKANE-(2004年〜2009年)
- 自鳴琴(2004年)
- サイクロン(2002年〜2003年)→CAFEONTHE BEACH→OFFICE REDEYE→2012年9月11日解散。
- 最終列車(2007年)

### GRAPE VILLAGE RECORDS（2003年 - 2004年）
- Asimov(2004年)
- HOLiDAYS(2003年)

### HATCHERY（2001年）
- THE BOOM(2001年)

### IFF RECORDINGS（2002年 - 2010年）
- apple fish Monday(2006年)
- ARTS(2008年)
- DASHING STRAIGHT(2002年)
- SKA★ROCKETS(2004年〜2010年)
- 赤崎コンパ大學(2006年)
- 白☆星(2003年)

### kingdom records（2002年 - 2012年）
- CHIBA ALL★STARS(2002年)
- ERSKIN(2004年)
- Mr.OMERI(2002年〜2012年)
- YOUYORK(2006年〜2012年)

### Libra records（1999年5月 - 2008年）
- GOING STEADY(1999年〜2002年)→初恋妄℃学園→2003年1月15日解散。
- GREEN MIND(2002年)
- KOCORO
- LOST IN TIME(2002年〜2006年)→DAIZAWA RECORDS
- Milco(2004年)
- No Brain(2002年)
- Panic Or Reset(1999年)
- RAVE(2006年〜2008年)
- web(2003年)
- WRECKingCReW(2003年〜2004年)
- YOUNG PUNCH(1999年〜2002年)
- メタル刑事(2000年)

### Merienda（2000年 - 2004年）
- FARMSTAY(2004年)
- pre-school (2000年〜2003年無期限活動休止)

### NANOPHONICA（1998年 - 2009年）
- Cicada (2002年) 
  - 2016年にメジャー・デビューしたCICADAとは異なる。
- DMBQ (1998年〜2002年)Less Than TV→NANOPHONICA→avex trax→ツクモガミ
- KIRIHITO (2000年,2009年)
- ON OFF (1999年)
- POP-OFF TUESDAY (1998年)

### NEW JAPAN RECORDS（2003年 - 2005年）
- MARGALINE (2003年)
- THE ROOKIE OUTSIDER (2005年)

### nrecord（2002年 - 2014年）
- SEMMY & THE SOUL KLAXON (2014年)
- SMRYTRPS (2002年〜2013年)
- SONPUB (2014年)
- タカツキ (2002年〜2014年)

### Oooit Records（1999年 - 2012年）
- BO GUMBOS(2000年)解散後に発売されたライブ盤のみ。
- mexico taxi(2005年〜2006年)
- THE MONY(2001年)
- sunzriver(2002年)
- 菅井協太 (2004年)
- スタンド (1999年)
- ニーネ『2001年）サバービアレコード→Oooit Record→サバービアレコード
- ネタンダーズ(2002年)
- ははのきまぐれ(2002年〜2005年)
- パラダイス・ガラージ (2000年)
- 双葉双一 (2001年〜2012年)
- ロビンズ (2002年〜2003年)

### qoop music（2004年 - 2006年）
- lostage (2004年〜2006年)→トイズファクトリー→AVOCADO Records→THROAT RECORDS

### RICE RECORDS（1991年 - 2005年）
- AZUMI (1992年〜1993年)元wyolicaのAzumiとは異なる
- Blues Kid Nyudow & Friend (1991年)
- DEEP & BITES (1992年)
- 有山じゅんじ (1991年〜2005年)
- きたはらいく (2003年)
- シガキマサキ (2004年)
- ロッテンハッツ(1991年)→キューン・ソニー→1994年解散

### ROCKTRADE（2004年 - 2009年）
- hare-brained unity (2004年〜2006年)→ユニバーサルシグマ→MAKAI record→Play decibel→2012年3月5日活動休止
- Prof.Moriarty & Smiley-Todd (2005年〜2009年)
- いろは (2008年〜2009年)

### STIFFEEN RECORDS（2000年 - 2008年）
- BREAKfAST (2004年)2017年12月24日解散
- DASH BOARD (2001年〜2005年)
- everydaypeopleunlimited (2004年)
- Explorers (2004年)
- GOD'S GUTS (2005年)
- IDOL PUNCH (2003年)
- JUST A FINE SLOPE (2003年)
- kiwiroll (2003年)
- The Links (2003年)
- 日本脳炎 (2004年)
- MOD LUNG (2004年〜2008年)
- NUTS & MILK (2003年)
- SNOTTY (2001年〜2003年)
- U CAN'T SAY NO! (2003年)
- YOUR SONG IS GOOD (2002年)

### STRIKE RECORD（2002年 - 2004年）
- THE PRIVATES (2002年〜2004年)

### TELESCOPE LABEL（1999年 - 2014年）
- BURGER NUDS (2002年〜2004年,2014年)
- Goriofix (2004年)
- hnywo (2004年)
- Messer Schmitt Jr. (2002年)
- 木下理樹 (1999年)

### TiNSTAR RECORDS（1998年 - 2004年）
- audipop (1999年〜2002年)
- Evil Daddy Dirt (2001年)
- FARMSTAY (2001年〜2003年)
- Goggle-A (2001年)
- LULU'S (2000年)
- MOTOCOMPO (1999年)→Flavour of Sound→ポリスター→WAVEMASTER Artists→2010年活動休止
- risette (1997年〜2002年)→FUTABAMUSIC
- SiCCAROLL-Hi (2000年)
- Syrup16g (1999年〜2001年)→DAIZAWA RECORDS→日本コロムビア→DAIZAWA RECORDS
- THE SNEAKERS (2002年〜2003年)
- Treeberrys (2000年)
- Winter Streamline (2003年)
- WAYAS (2000年)
- YELLOW DOGS (2000年〜2003年)
- アベ・ジュリー (2001年)
- エスエム (2003年)
- 桂田5 (2001年〜2002年)
- 氣志團 (2000年〜2001年)→東芝EMI→影別苦須 虎津苦須
- 胡瓜の花 (2002年)
- 真空メロウ (2003年)→ナゴムスタア→2005年7月解散
- 宙ブラリ (2003年)→POLYTHM RECORDS
- はかまだ卓 (2003年)
- ザ・バックドロップス (2000年〜2003年)
- ヤング100V (2000年)

### WONDER RELEASE RECORDS（1991年8月 - 2004年）
- BEYONDS (1993年)
- CHUB DU (2003年〜2004年)
- Secret Goldfish (2003年)
- SIDE DISH (2003年)
- Sugar Plant (1998年〜2003年)
- VENUS PETER (1991年〜1994年)→KOGA RECORDS
- デボネア (2003年)

### YOU & records（2005年 - 2006年）
- barbi (2005年〜2006年)
- ズクナシ (2005年)

### 風待レコード（2003年 - 2005年）
- 該当項目参照

### ハイラインレコーズ（1999年 - 2005年）
- BANK$ (2004年)
- BUMP OF CHICKEN (1999年〜2000年)
- BUNGEE JUMP FESTIVAL (2000年〜2001年)
- DUSK (2004年)
- FLAMING ECHO (2005年)
- GRiP (2003年)
- NANANINE (2001年〜2002年)
- サキノハカ (2005年)
- ジァイアントステップ (1999年)
- 自由人 (2004年〜2005年)

### ミミ・エンタープライズ（2007年 - 2012年）
- Be. (2008年)→HATS UNLIMITED
- 東風 (tonfu) (2007年〜2012年)
- 中しまりん (2012年)

### わがままレコード（2000年 - 2003年）
- Bambi (2002年)
- オーノキヨフミ (2001年〜2002年)→SPEEDSTAR RECORDS→SONG-CRUX→hei-bon RECORDS
- 小山卓治 (2000年〜2003年)CBSソニー/Sony Records→わがままレコード→プライエイド・レコーズ
- スプリングベル (2001年〜2002年)
- りょう (2002年)
- ローザ・パークス(2002年)→パラシュートレコード→Low-Fi Records

## コンピレーション・アルバム
WONDER RELEASE RECORDS
| 発売日         | タイトル                           | 規格品番 |
| -------------- | ---------------------------------- | -------- |
| 2003年07月09日 | Digest(wonder release compilation) | UKWR-002 |

TV-FREAK RECORDS
Aaron field
TiNSTAR RECORDS
| 発売日         | タイトル                                   | 規格品番    |
| -------------- | ------------------------------------------ | ----------- |
| 1998年09月25日 | 東京ニューウェーヴ・オブ・ニューウェーヴ98 | MSR-TIN-006 |
| 1999年05月25日 | RIDE THE ROCKIN' ROCKET                    | MSR-TIN-009 |
| 2000年08月25日 | 3チャンネル                                | MSR-TIN-028 |
| 2001年06月22日 | Harmony Plan                               | MSR-TIN-042 |
| 2004年07月21日 | Meteorites                                 | MSR-TIN-063 |

DECKRECレーベル
| 発売日         | タイトル                                                                    | 規格品番  |
| -------------- | --------------------------------------------------------------------------- | --------- |
| 1999年08月25日 | ギョガン大襲撃!ギョガンレンズカバー大全集                                   | DCRC-0004 |
| 2001年02月23日 | DECK IN REC START!                                                          | DCRC-0028 |
| 2006年02月22日 | ROCK'N'ROLL FAN CLUB                                                        | DDCH-2002 |
| 2009年12月16日 | BO DIDDLEY TRIBUTE ALBUM GRAND - FROG STUDIO PRESENTS "HEY! BO - SLINGER!!" | DCRC-0067 |

Libra records
| 発売日         | タイトル                                  | 規格品番 |
| -------------- | ----------------------------------------- | -------- |
| 2001年03月09日 | WALK IN THE GROUND                        | UKLB-014 |
| 2002年05月24日 | WE HAD BEEN THERE～A tribute to Beyonds～ | UKLB-021 |
| 2002年09月06日 | WHITE BOARD                               | UKLB-032 |

DAIZAWA RECORDS
- 該当項目参照

RX-RECORDS
- 該当項目参照

UK.PROJECT inc.
| 発売日         | タイトル                                 | 規格品番   |
| -------------- | ---------------------------------------- | ---------- |
| 1990年07月05日 | KIDSにKISS                               | UKVD-5001  |
| 1993年11月25日 | BQ JAP                                   | UKCD-1054  |
| 1999年09月22日 | Shot The Pink Gun-BAD Tracks for BAMBi-  | UKCD-1086  |
| 2000年05月26日 | 7 O'CLOCK JUMP                           | UKCD-1089  |
| 2001年12月07日 | One Shot One Kill:Bad Tracks For Bambi 2 | UKCD-1096  |
| 2002年07月19日 | DECK IN PARTY 1                          | DCRC-46V   |
| 2002年10月04日 | TRIBUTE TO MODERN DOLLZ                  | UKCD-1099  |
| 2003年07月23日 | GO-GO-SESSIONS                           | UKCD-1104  |
| 2003年12月10日 | アイデン&ティティ                        | UKCD-1109  |
| 2004年07月02日 | Colors of Life                           | UKCOL-1001 |
| 2006年02月22日 | SUNSET LIVE 2005 DVD                     | UKDV-1116  |
| 2007年03月21日 | DiGGiN'UP BLUE                           | DIG-0001   |

TELESCOPE LABEL
| 発売日         | タイトル                 | 規格品番 |
| -------------- | ------------------------ | -------- |
| 2001年04月21日 | TELESCOPE COMPILATION 01 | HTSL-02  |

STIFFEEN RECORDS
| 発売日                        | タイトル             | 規格品番  |
| ----------------------------- | -------------------- | --------- |
| 2000年04月01日 2000年04月10日 | SMALL CIRCLE OF ROCK | SRCD-1002 |
| 2003年04月09日                | ニシオギソウルメイツ | SRCD-1015 |

Oooit Records
| 発売日         | タイトル         | 規格品番  |
| -------------- | ---------------- | --------- |
| 2002年12月11日 | Oooit BEST 99-02 | ORCA-0206 |

## 主催イベント「UKFC」

### UKFC on the Road
- 2011年8月19日@福岡DRUM LOGOS
出演者:[Champagne]／the telephones／THE NOVEMBERS／BIGMAMA／POLYSICS

### UKFC on the Road 2012
- 2012年7月25日@BIG CAT
出演者:[Champagne]／the telephones／THE NOVEMBERS／BIGMAMA／POLYSICS

- 2012年7月26日@クラブダイアモンドホール
出演者:[Champagne]／the telephones／THE NOVEMBERS／BIGMAMA／POLYSICS

- 2012年8月1日@NIIGATA LOTS
出演者:[Champagne]／the telephones／THE NOVEMBERS／BIGMAMA／POLYSICS

- 2012年8月2日@仙台Rensa
出演者:[Champagne]／the telephones／THE NOVEMBERS／BIGMAMA／POLYSICS

- 2012年8月14日@新木場STUDIO COAST
出演者:[Champagne]／the telephones／THE NOVEMBERS／BIGMAMA／POLYSICS／LOST IN TIME／RIDDLE／きのこ帝国／武藤昭平 with ウエノコウジ／THE★米騒動

- 2012年8月24日@福岡DRUM LOGOS
出演者:[Champagne]／the telephones／THE NOVEMBERS／BIGMAMA／POLYSICS

### UKFC on the Road 2013
- 2013年8月20日@新木場STUDIO COAST
出演者:[Champagne]／BIGMAMA／LOST IN TIME／POTSHOT／TOTALFAT／UNISON SQUARE GARDEN／つづくバンド／伊藤文暁／paionia／RIDDLE／BAZRA／片平実／神啓文／石毛輝／片平実／木下理樹

- 2013年8月21日@新木場STUDIO COAST
出演者:killing Boy／OGRE YOU ASSHOLE／THE NOVEMBERS／五十嵐隆／POLYSICS／the telephones／MO'SOME TONEBENDER／きのこ帝国／dip／DAD MOM GOD／DJハヤシ／片平実／神啓文／庄村聡泰([Champagne])／Shun(TOTALFAT)

- 2013年8月22日@新木場STUDIO COAST
出演者:[Champagne]／the telephones／THE NOVEMBERS／BIGMAMA／POLYSICS／うみのて／asobius／KETTLES／静カニ潜ム日々／THE★米騒動／片平実／神啓文／磯部寛之([Champagne])／Bunta＆Kuboty(TOTALFAT)

### UKFC on the Road 2014
- 2014年7月15日@大阪BIGCAT
出演者:DJハヤシ／[Alexandros]／TOTALFAT／BIGMAMA

- 2014年7月16日@名古屋DIAMOND HALL
出演者:きのこ帝国／TOTALFAT／[Alexandros]／the telephones

- 2014年8月5日@仙台Rensa
出演者:asobius／POLYSICS／the telephones／BIGMAMA

- 2014年8月20日@新木場STUDIO COAST
出演者:銀杏BOYZ（弾き語り）／BIGMAMA／MO'SOME TONEBENDER／the telephones／POLYSICS／[Alexandros]／TOTALFAT／松本素生（GOING UNDER GROUND）／Pee Wee Gaskins（from Indonesia）／pirukuru／Helsinki Ramadan Club／asobius

- 2014年8月21日@新木場STUDIO COAST
出演者:[Alexandros]／POLYSICS／きのこ帝国／the telephones／BIGMAMA／TOTALFAT／ニューロティカ／Cettia／ウソツキ／MAGUMI AND THE BREATHLESS／勝手にしやがれ

- 2014年8月23日@国営讃岐まんのう公園(UKFC on the Road 2014 extra in MONSTER baSH)
出演者:asobius／BIGMAMA／MO'SOME TONEBENDER／POLYSICS／the telephones／TOTALFAT／Bunta＆Kuboty(TOTALFAT)／DJハヤシ／DJノブ(the telephones)

### UKFC on the Road 2015
- 2015年8月18日@新木場STUDIO COAST
出演者:TOTALFAT／MO'SOME TONEBENDER／Marmozets (from UK.) ／THE NOVEMBERS／ストレイテナー／[Alexandros]／asobius／DATS／PELICAN FANCLUB／Cettia／LOST IN TIME

- 2015年8月19日@新木場STUDIO COAST
出演者:POLYSICS／キュウソネコカミ／downy／ORANGE RANGE／BIGMAMA／the telephones／武藤昭平 with ウエノコウジ／Helsinki Ramadan Club／odol／polly／SPiCYSOL／ウソツキ

### UKFC on the Road 2016
- 2016年8月16日@新木場STUDIO COAST
出演者:片平実／POLYSICS／ART-SCHOOL／lovefilm／MO'SOME TONEBENDER／TOTALFAT／BIGMAMA／DATS／ウソツキ／asobius／PELICAN FANCLUB／SPiCYSOL／odol／megsri／Cettia／カフカ／polly／Helsinki Lambda Club

### UKFC on the Road 2017
- 2017年8月16日@新木場STUDIO COAST
出演者:片平実／BIGMAMA／04 Limited Sazabys／TOTALFAT／NICO Touches the Walls／[Alexandros]／POLYSICS／Helsinki Lambda Club／odol／PELICAN FANCLUB／ウソツキ／フレンズ／lovefilm／aint／the equal lights／teto／polly／SPiCYSOL

### UKFC on the Road 2018
- 2018年7月8日@池下CLUB UPSET
出演者:ウソツキ／odol／KFK／postman／LILI LIMIT

- 2018年7月29日@心斎橋CONPASS
出演者:aint／teto／polly／Yap!!!／LOSTAGE

- 2018年8月5日@下北沢CLUB Que
出演者:Scoobie Do／SPiCYSOL／トリプルファイヤー／Helsinki Lambda Club

- 2018年8月22日@新木場STUDIO COAST
出演者:teto／POLYSICS／THE NOVEMBERS／TOTALFAT／BIGMAMA／[ALEXANDROS]／the telephones／postman／polly／aint／odol／ウソツキ／Helsinki Lambda Club